# L'Escalier sans fin
Pour plus de détails, voir Fiche technique et Distribution.
L'Escalier sans fin est un drame français réalisé par Georges Lacombe et sorti en 1943.

## Synopsis
Émilienne est assistante sociale. Elle est amoureuse de l'un de ses clients, Pierre, qui vit largement d’expédients. Malgré les avances de cette dernière, c'est avec Anne, la jeune sœur d'Émilienne qu'il choisira de refaire sa vie et de rentrer dans le droit chemin.

## Fiche technique
- Réalisation : Georges Lacombe
- Scénario et dialogues : Charles Spaak
- Décors : Jean Douarinou
- Photographie : Christian Matras
- Montage : Raymond Lamy
- Son : Lucien Anfroy
- Musique : Jean Alfaro
- Directeur de production : Léon Carré
- Société de production : Miramar Productions
- Production : Joseph Grohando
- Format :  Son mono - Noir et blanc - 35 mm  - 1,37:1
- Genre : Film dramatique
- Durée : 100 minutes
- Date de sortie : 
  - France - 25 août 1943

## Distribution
- Pierre Fresnay : Pierre
- Madeleine Renaud : Émilienne Périer
- Suzy Carrier : Anne Périer
- Colette Darfeuil : Florence
- Raymond Bussières : Fred
- Michel de Bonnay : Bouboule
- Gabrielle Fontan : Mme Bizet
- France Ellys : Mme Boutron
- Ginette Baudin : Germaine
- Héléna Manson : Mlle Michaud
- Madeleine Suffel : la concierge
- Jane Maguenat : Mme Le Verrier
- Julienne Paroli : Mme Pinchard
- Odette Barencey : Mme Dubois
- Palmyre Levasseur : Mme Masson
- Ellen Briand : Mme Clovis
- Jacqueline Lerina : une écuyère
- Nicole Maurel : Suzanne
- Fernand Fabre : Stéphane
- Jean-Jacques Delbo : Albert
- Jane Pierson : la fleuriste
- René Alié : Marco
- Marcel Carpentier : Noblet
- Marcel Pérès : Le Verrier
- Georges Gosset : Marcel
- Paul Barge : Brissard
- Marc Hélin : le régisseur
- Jean Vincent : Charles
- Albert Malbert : Masson
- Roger Vincent : Delormel
- Maurice Salabert : le patron de la Fauvette
- Luis Mariano
- Étienne Decroux : le colonial
- François Richard : client de Fred
- Claude Gambier : Raoul
- Lise Cansot : figurante